# Paul Merson
Paul Charles Merson (Harlesden, 20 de março de 1968) é um ex-futebolista e treinador de futebol inglês que jogava como meia-atacante. Também atua como comentarista esportivo.
Em sua carreira, Merson teve destacada passagem pelo Arsenal, onde fez 289 partidas em 12 anos.

## Carreira de jogador
Nascido em Harlesden, na região noroeste de Londres, Merson foi revelado nas categorias de base do Arsenal, sendo promovido ao elenco principal em 1985, com apenas 17 anos. Permaneceu por mais 2 temporadas, sem receber muitas chances por conta de sua idade. Para ganhar experiência, foi cedido por empréstimo ao Brentford em 1987, realizando 6 partidas.
De volta aos Gunners no mesmo ano, Merson tornou-se um dos destaques do Arsenal, tendo conquistado seis títulos (dois Campeonatos Ingleses, 1 Copa da Inglaterra, 1 Copa da Liga, 1 Supercopa e 1 Recopa). Em 1997, já com Arsène Wenger no comando técnico dos Gunners, Merson foi liberado para acertar com o Middlesbrough, que o contratou por 5 milhões de libras. Somando todas as competições que disputou com o Arsenal, o meia disputou 423 partidas, marcando 99 gols.
Durante sua passagem pelo Middlesbrough, Merson chegou a acusar o clube de investir mais em bebidas e em jogos de azar, e chegou inclusive em interromper a carreira, mas o próprio jogador negou posteriormente tal declaração. Em seguida, foi oficializada sua contratação pelo Aston Villa, onde conquistou a Copa Intertoto da UEFA de 2001. Até 2002, quando deixou os Villans, jogou 101 partidas e fez 18 gols.
Já deslocado para o meio-de-campo, foi contratado pelo Portsmouth, onde ficou por uma temporada, fazendo o suficiente para conquistar a segunda divisão inglesa.
No ano seguinte, foi contratado pelo Walsall, exercendo a função de jogador e técnico dos Saddlers. Realizou 68 jogos pelo clube, marcando 2 gols. Ainda em 2006, foi demitido e, pouco depois, contratado pelo Tamworth, disputando 2 partidas. Merson anunciou sua primeira aposentadoria em 9 de março, 11 dias antes de completar 38 anos.
Porém, em fevereiro de 2012, o meia-atacante regressou aos gramados para defender o Whitton Athletic, time que disputa a Chiswick & District Sunday League, uma das ligas amadoras do futebol inglês. Em março, assinou com outra equipe semi-profissional do vizinho País de Gales, o Welshpool Town, antes de encerrar novamente a carreira como jogador, aos 44 anos.
Após 5 anos longe dos gramados e trabalhando como comentarista da Sky Sports, voltou pela quarta vez aos gramados, e novamente por um clube galês - Caerau, que disputa a terceira divisão. Até então, disputou apenas um jogo, contra o Pontyclun.
Aos 51 anos, jogaria ainda 2 partidas pelo Hanworth Villa pela primeira divisão da Combined Counties League antes de sua quinta aposentadoria como jogador.

## Seleção Inglesa
Pela Seleção Inglesa, Paul disputou 23 jogos entre 1991 e 1998, marcando três gols. Esteve presente no elenco que disputou a Eurocopa de 1992, onde o English Team cairia logo na primeira fase, ficando em último lugar no grupo A.
Esquecido por Terry Venables para a disputa da Eurocopa de 1996, foi convocado para a Copa de 1998, já com Glenn Hoddle no comando técnico. Faria apenas um jogo no torneio, contra a Argentina, substituindo Paul Scholes. Merson cobrou um dos pênaltis da Inglaterra na decisão vencida pelos portenhos por 4 a 3.
Além do time principal da Inglaterra, Merson disputou quatro jogos pelo time sub-21, e outros 4 pela equipe B, marcando três gols.

## Títulos
Arsenal
- Football League First Division: 1988–89 e 1990–91
- Copa da Inglaterra: 1992–93
- Copa da Liga Inglesa: 1992–93
- Supercopa da Inglaterra: 1991
- Taça dos Clubes Vencedores de Taças: 1993–94

Aston Villa
- Taça Intertoto da UEFA: 2001

Portsmouth
- Football League First Division: 2002–03